# إدوارد ن. جان
إدوارد ن. جان (بالإنجليزية: Edward Cahn) هو محامي وقاضي أمريكي، ولد في 1933 في ألينتاون في الولايات المتحدة.